# Nuits-Saint-Georges
Nuits-Saint-Georges település Franciaországban, Côte-d’Or megyében. Lakosainak száma 5263 fő (2022. január 1.). Nuits-Saint-Georges Reulle-Vergy, Premeaux-Prissey, Quincey, Segrois, Villars-Fontaine, Vosne-Romanée, Agencourt, Boncourt-le-Bois, Chambolle-Musigny, Chaux, Curtil-Vergy és Flagey-Echézeaux községekkel határos.

## Népesség
A település népességének változása:
| Lakosok száma | 4330 | 5459 | 5569 | 5320 | 5572 | 5552 | 5481 | 5362 | 5332 | 5263 |
|               | 1968 | 1982 | 1990 | 2006 | 2013 | 2015 | 2017 | 2019 | 2020 | 2022 |

## Jules Verne, Apollo–15
Jules Verne Utazás a Hold körül (1870) tudományos-fantasztikus regényében a főszereplők a Föld és bolygója egyesülésére koccintanak, a magyar fordításban csak borral, de az eredetiben Nuits-val.
A lakomát végezetül egy palack finom francia bor koronázta: ez persze csak úgy “véletlenül” került az élelmiszer-raktárba. A három barát a Föld és bolygója egyesülésére ürítette poharát.
Enfin, pour couronner ce repas, Ardan dénicha une fine bouteille de Nuits, qui se trouvait « par hasard » dans le compartiment des provisions. Les trois amis la burent à l’union de la Terre et de son satellite.
Az Apollo–15 az Apollo-program kilencedik repülése volt, egyben a negyedik olyan, amelynek során űrhajósok szálltak le a Holdra. Dave Scott parancsnok és Jim Irwin holdkomppilóta a küldetés 13 napos idejéből három napot tartózkodott a holdfelszínen, négy holdsétát végezve. A küldetés során idézte fel Dave Scott a következő történetet:

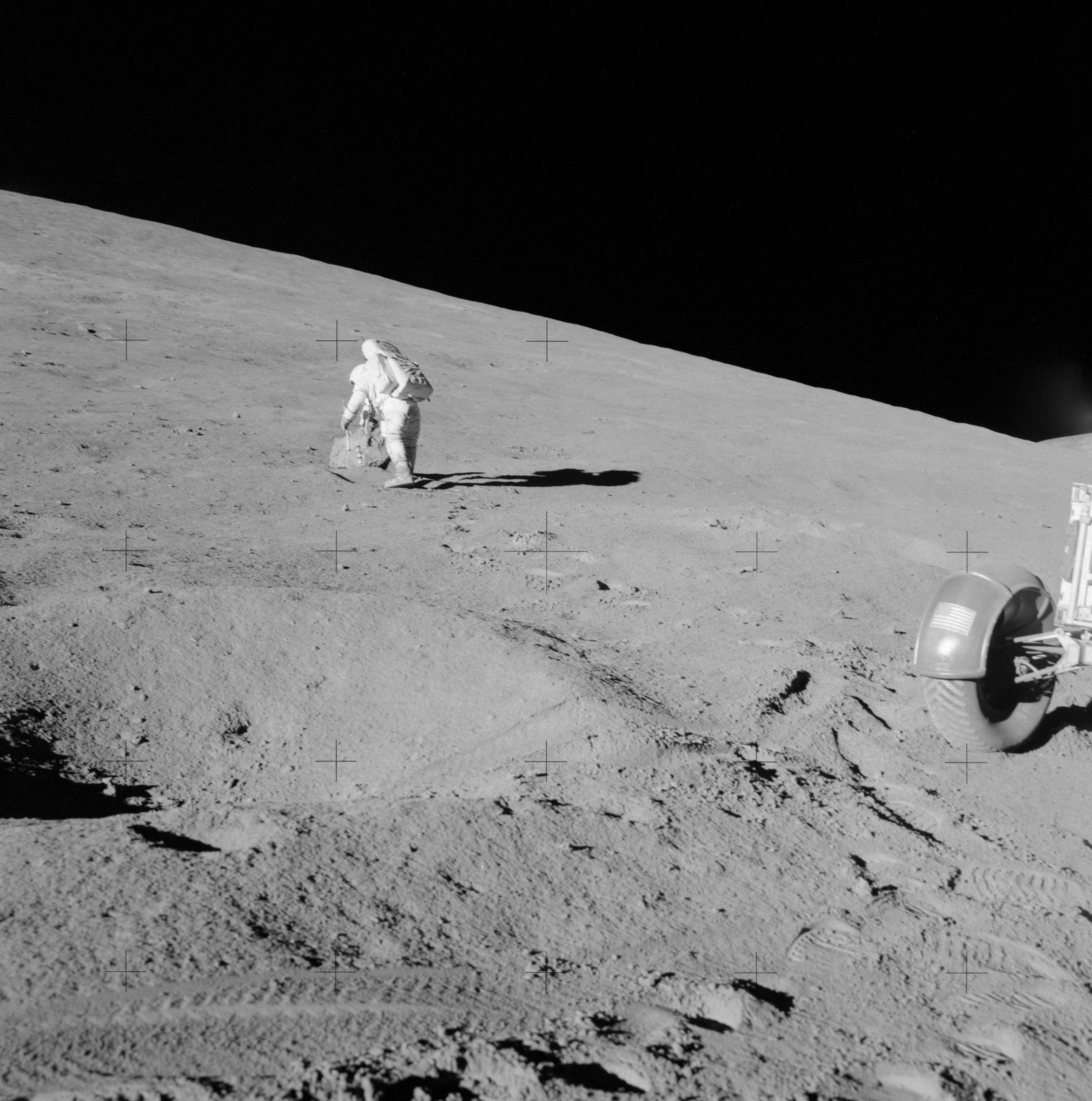
Dave Scott a második geológiai állomásnál a Hadley-hegy oldalában vagy a St. George kráter északkeleti peremén.

Dave Scott: Cape-n gyakran tartottunk vacsora után geológiai megbeszélést. Egyszer Jack Schmitt volt a középpontban. Tudjátok, miért így hívják a Szent György-krátert? Azon az estén arról beszélgettünk, hogy mit találhatunk ennél a kráternél – anortozitot vagy bármi mást. És Jack heves vitába keveredett valakivel. Elfelejtem, kivel, Lee Silverrel vagy Gordon Swannal vagy valaki mással. Amikor Jack sarokba szorul, akkor bedobja a "fogadjunk" megoldást. "Mibe szeretnél fogadni?" - "Fogadjunk, egy üveg borban!" - "Rendben, fogadjunk egy üveg borban, de milyenben?" És akkor valaki azt mondta: "Tudtad, Jules Verne egyik szereplője (Michel Ardan) egy üveg Nuits-Saint-Georges bort vitt a Holdra? Miért ne neveznénk a krátert Jules Verne után? És így lett St. George."
Dave Scott: Az ilyenek teszik a geológiát élővé. ... Hogyan tanultuk meg, miként legyünk kvázi geológusok a Holdon? Az ilyen dolgok segítségével. Hogyan felejthetném el, hogy Schmittnek ezt az érvelését a Szent Györggyel anortozitjáról? Elfelejthetetlen. Amikor Szent György környékén járok, van egy szellemi kampó, és azon a kampón lóg egy üveg bor. És hogy teljes legyen a történet, miután a küldetés véget ért, kaptam egy csomagot George Low-tól. A csomagban egy üveg Nuits-Saint-Georges parafa dugója volt, a bort azon az éjszakán fogyasztotta, amikor a Holdra szálltunk, és aláírta. Nem rossz, mi?"
A folyóirat (Apollo-15 Lunar Surface Journal) munkatársa, Harald Kucharek megjegyzi, hogy Nuits-Saint-Georges falu indokoltan büszke a Holddal való kettős kapcsolatára. Egy 2001-es e-mail üzenetben Dave Scott elmondja, hogy Jimmel és Al Wordennel látogatást tettek az 1971-ben a városba. Dave azt írja, hogy Nuits-Saint-Georges "csodálatos kisváros, csodálatos borral, csodálatos ételekkel és csodálatos emberekkel !!!" Azt mondja, hogy "élvezhették munkánk gyümölcseit"(és megtisztelték) ... megtisztelték azzal, hogy Nuits díszolgárává tették őket. Csak azt kívánom, bárcsak visszamehetnénk egy újabb fordulóra !!!
1972-ben a településen térnévtáblával emlékeztek meg az eseményről.